# Tour du Limousin
Tour du Limousin är en cykeltävling som hålls årligen i Limousin, Frankrike. Det är ett etapplopp som håller på under fyra dagar i mitten av augusti. Tävling gick av stapel första gången 1968, och var till och med 1974 ett amatörlopp. Tävlingen blev därefter ett lopp för professionella cyklister. Under tävlingen 1981 kunde både professionella och amatörer tävla, men året därpå blev det återigen ett etapplopp för professionella cyklister. Sedan 2005 ingår tävlingen i UCI Europe Tour och klassificeras som 1.1 (under 2011-2012 dock som 1.HC).
Den första vinnaren blev fransmannen Pierre Martelozzo 1968. Fransmännen Francis Dubreuil, Bernard Hinault, Charly Mottet, Patrice Halgand och Pierrick Fédrigo har alla vunnit tävlingen två gånger i sina karriärer.

## Segrare
| - 1968 Pierre Martelozzo - 1969 Paul Gutty - 1970 Francis Duteil - 1971 Francis Duteil - 1972 Juri Dimitriev - 1973 François Dubreuil - 1974 Ryszar Szurkowski - 1975 Francis Campaner - 1976 Bernard Hinault - 1977 Bernard Hinault - 1978 Gilbert Chaumaz - 1979 Bernard Vallet - 1980 René Bittinger - 1981 Marc Madiot - 1982 Eric Salomon - 1983 Dominique Arnaud - 1984 Kim Andersen - 1985 Thierry Marie - 1986 Dominique Gaigne - 1987 Charly Mottet | - 1988 Jean-Marc Manfrin - 1989 Thierry Claveyrolat - 1990 Martial Gayant - 1991 Michel Vermote - 1992 Eric Boyer - 1993 Charly Mottet - 1994 Jens Heppner - 1995 Andrei Tchmil - 1996 Laurent Brochard - 1997 Lauri Aus - 1998 Vincent Cali - 1999 Stéphane Heulot - 2000 Patrice Halgand - 2001 Franck Bouyer - 2002 Patrice Halgand - 2003 Massimiliano Lelli - 2004 Pierrick Fédrigo - 2005 Sébastien Joly - 2006 Leonardo Duque - 2007 Pierrick Fédrigo | - 2008 Sébastien Hinault - 2009 Mathieu Perget - 2010 Gustav Larsson - 2011 Björn Leukemans - 2012 Yukiya Arashiro - 2013 Martin Elmiger - 2014 Mauro Finetto - 2015 Sonny Colbrelli - 2016 Joey Rosskopf - 2017 Alexis Vuillermoz - 2018 Nicolas Edet - 2019 Benoît Cosnefroy - 2020 Luca Wackermann - 2021 Warren Barguil - 2022 Alex Aranburu - 2023 Romain Grégoire |